# Ferrovia mineraria Sikelia
La ferrovia mineraria Sikelia fu una ferrovia Decauville con trazione a vapore che partiva dalla Miniera Respica-Pagliarello e terminava alla stazione di Villarosa in provincia di Enna. La ferrovia fu dismessa in seguito alla chiusura dell'attività mineraria.

## Storia
La ferrovia nacque in seguito all'esigenza di aumentare la produttività delle miniere e la commercializzazione dello zolfo estratto nell'area di Castrogiovanni nella quale si trovavano le miniere Pagliarello, Respica e Candielli che erano, al tempo, esercite dalla ditta Trewhella, Baller & C. La domanda di concessione per la sua costruzione e per l'esercizio venne inoltrata all'autorità competente il 3 dicembre 1907 a firma dell'ingegnere Alberti ed esaminata dal Consiglio superiore per i lavori pubblici che il 12 settembre 1908 la dichiarò, con voto, meritevole di approvazione operando nel contempo alcune prescrizioni; tra queste le più importanti riguardavano la costruzione dei quattro ponti sul fiume Morello, il passaggio a livello sulla strada provinciale Castrogiovanni-Villarosa, che doveva essere presenziato e le norme per l'esercizio all'interno dell'area della stazione, delle Ferrovie dello Stato, di Villarosa. Il decreto reale di approvazione che prescriveva l'esecuzione dei lavori, dichiarati di pubblica utilità, entro il termine di un anno, venne emesso il 1º luglio 1909, con il numero d'ordine 545.

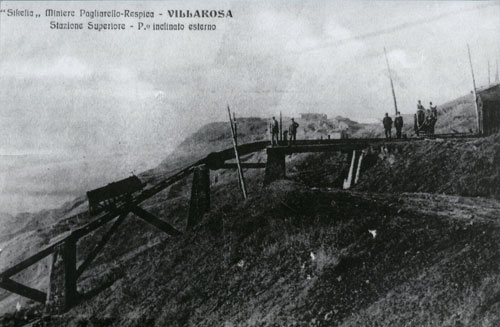
Stazione superiore e piano inclinato

Dato che il 30 giugno 1908, a Catania, il cavaliere Robert Trewhella e il figlio Alfredo Percj, Giovanni Trewhella ed Edward Thrupp avevano costituito la Società anonima per l'esercizio di miniere ed industrie zolfi, denominata Sikelia, il cui amministratore era Carlo Sarauw, la concessione venne assegnata a detta società.

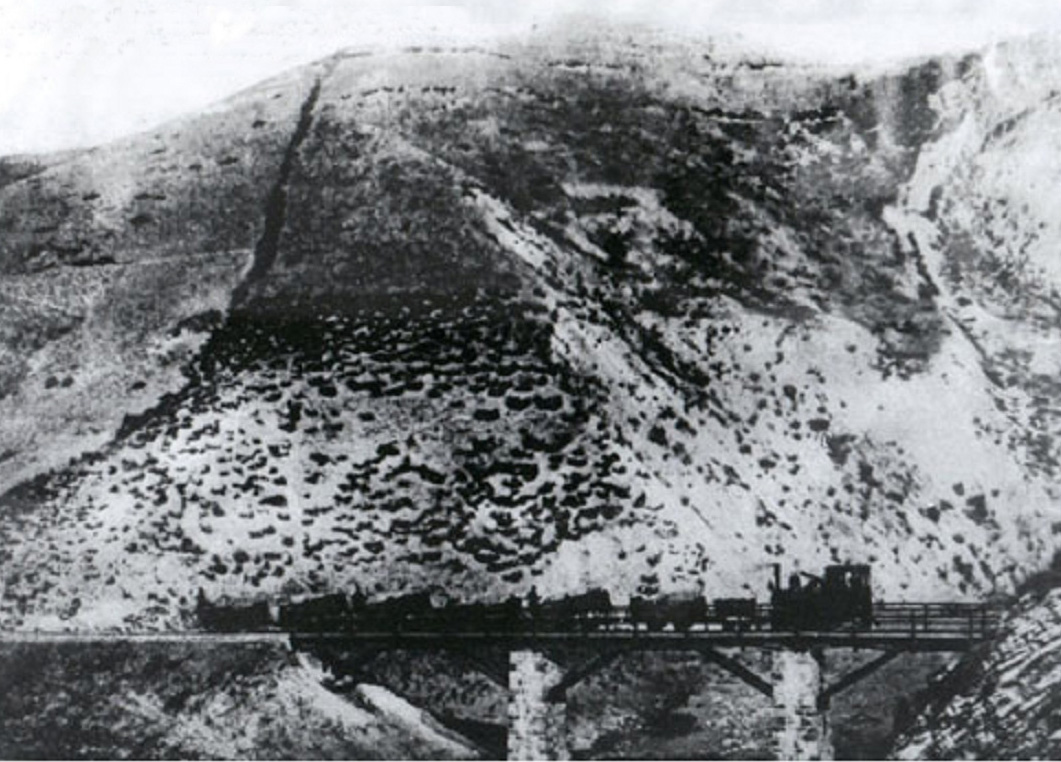
Treno in transito sul primo dei quattro ponti sul fiume Morello.

La società Sikelia, aveva assunto la concessione per lo sfruttamento intensivo di tutta una serie di giacimenti zolfiferi della Sicilia centrale in varie zone delle provincie di Enna e di Caltanissetta. Il Trewhella, era già stato il costruttore della Ferrovia Circumetnea ed aveva in precedenza ottenuto, in subappalto, anche la costruzione della tratta ferroviaria centrale della ferrovia Palermo-Catania che aveva consegnata il 1º febbraio 1876 insieme alla stazione di Villarosa; egli si rendeva ben conto dell'importanza dei trasporti su rotaia per la modernizzazione del sistema estrattivo e per la sua redditività
Ottenuta la concessione vennero avviati i lavori per l'impianto tempestivo della ferrovia mineraria per essere in grado di trasportare il minerale di zolfo estratto nell'area fino alla stazione FS di Villarosa per esservi quivi caricato sui treni merci a scartamento normale per il trasporto alle raffinerie e alle industrie di lavorazione di Catania o in base alle esigenze al Porto di Licata.
Data l'impossibilità di completare entro il termine fissato di un anno i lavori a causa di alcune difficoltà di esproprio di alcuni tratti di terreno privati in data 6 maggio 1910 il consigliere delegato della società Sikelia chiese una proroga di sei mesi all'autorità competente ottenendola con il R.D. 519 del 7 luglio 1910

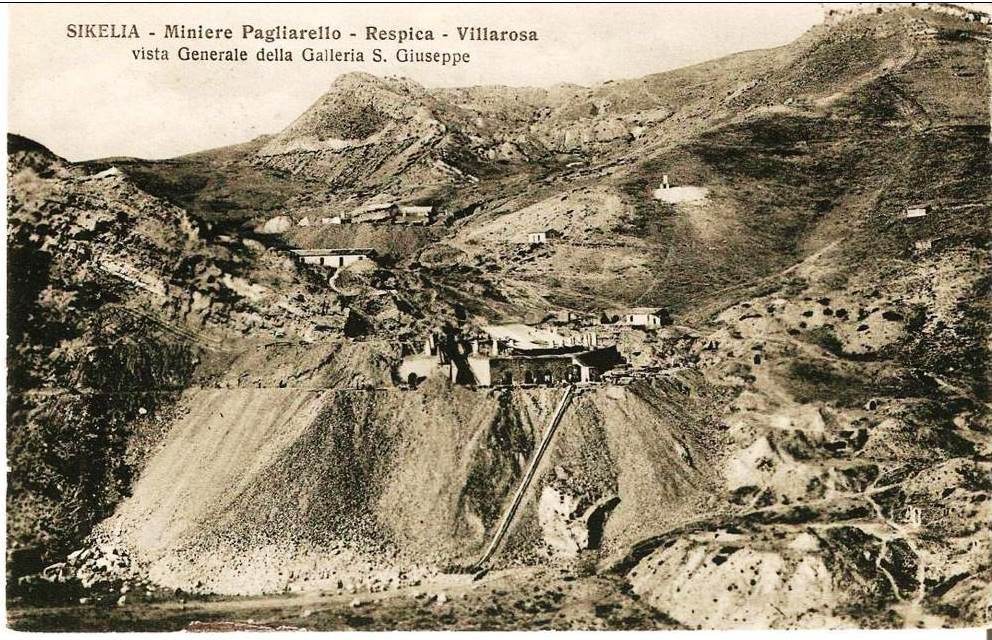
Vista panoramica della miniera

La piccola rete ferroviaria era a scartamento ridotto (da 500 mm, decauville); costruita dalla stessa società mineraria ne prese il nome, ferrovia Sikelia. Partiva dalla miniera Respica-Pagliarello che era raggiunta mediante un piano inclinato e, attraversata l'area successivamente occupata dal Lago Morello (costruito nel dopoguerra come invaso artificiale del fiume Morello) giungeva fino all'interno della stazione di Villarosa dopo erano predisposti i piani caricatori. I vagoncini erano di ferro e ribaltabili; potevano così scaricare agevolmente il minerale estratto direttamente nei carri in sosta alla stazione ferroviaria di Villarosa